# 市立秋田総合病院
市立秋田総合病院（しりつあきたそうごうびょういん）は、秋田県秋田市にある医療機関。地方独立行政法人市立秋田総合病院が運営する。

## 概要
1927年（昭和2年）12月に秋田市社会事業の一施設「市立秋田診療所」として開院した。
1928年（昭和3年）10月に伝染病院が竣工して「市立上野病院」と命名された。さらに1954年（昭和29年）4月に市立上野病院は「市立秋田病院」に改称された。
1958年（昭和33年）11月に総合病院の認可を受け、同年12月に「市立秋田総合病院」と改称に改称された。
1984年（昭和59年）10月には市立秋田総合病院の全面改築が完成した。
秋田市の4大地方公営企業（水道局・交通局・ガス局・市立病院）の一つであったが、事業の見直しによって、2012年10月に法人設置準備室を開設。地方独立行政法人による運営への準備を開始した。
2013年3月には独立行政法人移行後の定款が市議会で制定。翌年4月1日から地方独立行政法人市立秋田総合病院として地方独立行政法人の運営に移行した。
独法化以前は、地方公営企業法一部適用ながら、秋田市上下水道局と同列の地方公営企業として扱い、病院事業管理者も設置されていた。
市中心部に位置し、敷地はかつての久保田藩御薬園跡にあたる。
2016年度に策定した市立秋田総合病院改築基本構想に基づき、2022年10月の開院を目指して敷地南側に新病院が建設されることになった。
新病院は2022年（令和4年）10月1日に開院した。病院は移転のため9月28日から外来診療を休診とし、10月5日に外来診療を再開する。

## 沿革

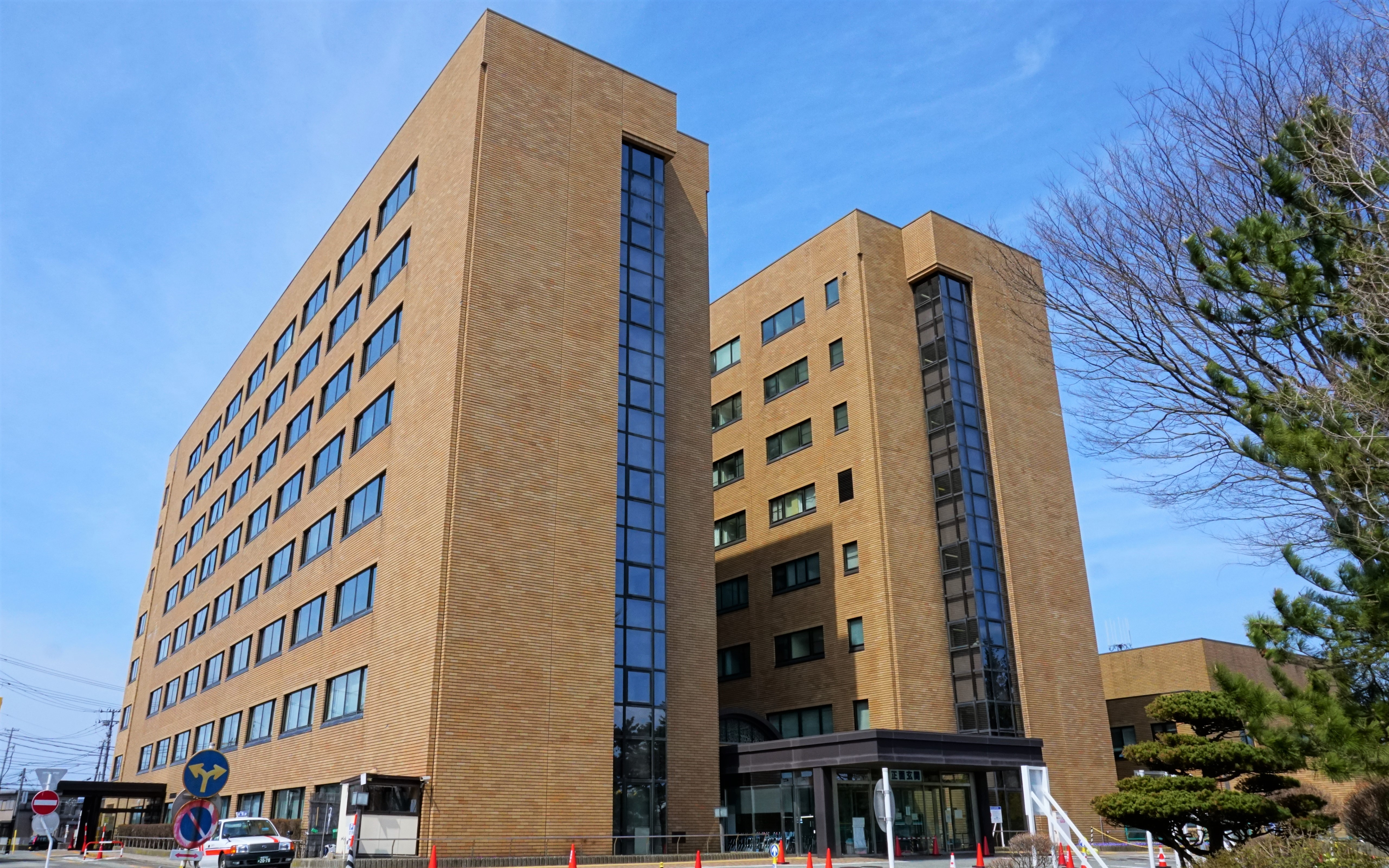
旧病院（2019年）

- 1927年12月 - 秋田市社会事業の一施設「市立秋田診療所」診療開始。
- 1928年10月 - 伝染病院竣工　「市立上野病院」と命名 。
- 1954年6月 - 市立秋田病院　設置届出。
- 1955年4月 - 秋田診療所を市立秋田病院へ統合。
- 1964年6月30日 - 救急告示医療機関の指定を受ける[1]。
- 1977年1月 - 市立秋田総合病院割山分院開設。
- 1984年
  - 6月 - 市立秋田総合病院改築竣工。
  - 10月 - 市立秋田総合病院全面改築完成・割山分院廃止。
- 1993年1月 - 第一・第三土曜日の外来診療を休診。
- 1995年4月 - 院外処方を始める。
- 1999年6月 - 増築及び一部改修工事着工。
- 2000年12月 - 増築及び一部改修工事竣工。
- 2003年10月27日 臨床研修病院指定[1]。
- 2004年1月 - 地域医療連携室を設置。
- 2005年9月 - 日本医療機能評価機構の認定を受ける。
- 2007年4月 - 救急診療部を新設（ICU、救急、手術室、臨床工学室）。
- 2008年7月31日 - 肝疾患診療連携拠点病院指定[1]。
- 2014年4月 - 地方独立行政法人運営に移行。
- 2015年1月 - 病院地下にファミリーマート市立秋田総合病院店を開店。
- 2016年
  - 10月1日 - 認知症疾患医療センターを開設[5]。
  - 10月6日 - スポーツ整形外来を新設[6]。
- 2022年10月1日 - 全面改築により新病院開院[4]。

## 院内施設
- 秋田銀行本店営業部市立秋田総合病院出張所（店舗外ATM）
- セブン-イレブン市立秋田総合病院店
- 院内学級
  - 秋田市立川尻小学校が、院内に特別支援学級を設置している。

## 院内別棟施設
いずれも、近隣の第3駐車場敷地内に所在。
- 病児保育園「あすなろ」
- 院内保育園「こどもの国」

### 注
1. ↑  検討段階では、地方公営企業法全適、指定管理者制導入、完全民営化（民間の医療法人への事業譲渡）を含めた4つが候補として挙がっていた。